# وژیکدوو
وژیکدوو (به انگلیسی: Vazhikkadavu) یک روستا در هند است که در Malappuram district واقع شده‌است.